# مارچین یانوش
مارچین یانوش (لهستانی: Marcin Janusz؛ زادهٔ ۳۱ ژوئیهٔ ۱۹۹۴) بازیکن والیبال اهل لهستان است.
از باشگاه‌هایی که در آن بازی کرده است می‌توان به زاکسا کیدژیرژن کوژله اشاره کرد.